# كركر بن جستان
كركر بن جستان (الفارسية: ک کرمنتحقیق بن جو استن) كان ضابطًا عسكريًا إيرانيًا ديلميًا في الدولة البويهية، خدم كقائد رئيس لجيش كرمان من عام 968 م حتى سقوطه في عام 972 م.

## السيرة

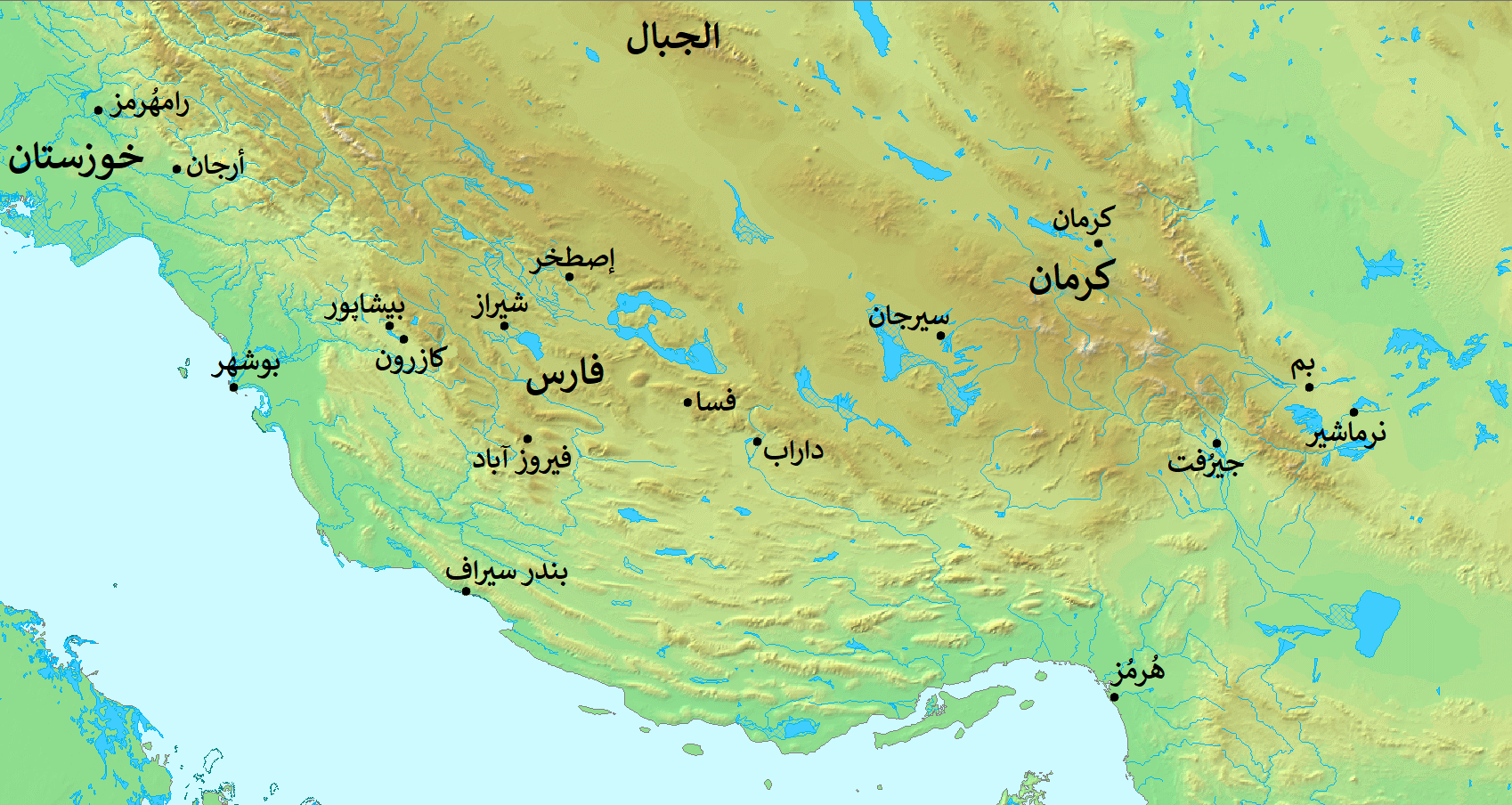
خريطة كرمان والمناطق المحيطة بها في القرنين التاسع والعاشر

ذُكر لأول مرة في عام 968 م، عندما عينه الحاكم البويهي عضد الدولة قائدًا رئيسًا لجيش كرمان. وفي حوالي عام 970 م، أُرسل في رحلة استكشافية ضد المتمرد الإلياسي سليمان بن محمد؛ كانت النتيجة إيجابية للبويهيين إذ تمكّن كركر من هزيمة وقتل المتمرد، مع أبناء أخيه بكر والحسين الذين كانوا معه في الجيش. ثم أرسل كركر رؤوسهم إلى عضد الدولة، الذي كان في شيراز. ومع ذلك، استمر سكان كرمان في مقاومة كركر، الذي سرعان ما عُزز بجيش بقيادة عابد بن علي.
ثم ساروا نحو جيروفت، وقاتلوا المتمردين في 13 كانون الأول، مما أدى إلى انتصار البويهيين، ومقتل العديد من الشخصيات القيادية في التمرد. في عام 972 م، سقط كركر، من حظوة الدولة بعد فترة وجيزة حيث أساء إلى عضد الدولة، وسُجن في سيراف. خلال أسره، عُومل بشرف رغم إساءته ووُفرَت له كل احتياجاته؛ ولا توجد مصادر تذكره بعد هذه الفترة.